# Bob Duffey
Bob Duffey (Las Cruces, 25 november 1949) is een voormalig motorcoureur en stuntman uit de Verenigde Staten. Op 14 juni 1974 was Duffey de eerste persoon ter wereld die over een werkende helikopter sprong. Duffey heeft ook verscheidene (wereld)records gebroken.

## Biografie
Duffey begon zijn stuntcarrière in 1972. De stunt waardoor hij bekendheid verkreeg, vond plaats in zijn geboorteplaats op 14 juni 1974. Hij sprong als eerste met een motor over een helikopter waarvan de wieken met een snelheid van 30.000 omwentelingen per minuut draaiden, dit is voldoende snelheid om op te kunnen stijgen. Duffey was ook de eerste die een wheelie wist te maken terwijl hij achteruit reed. In 1977 won Duffey de "CBS Sports Spectacular World Championship Motorcycle Jumping Competition". Dat jaar verscheen hij ook in de film The Ransom. In 1980 reed Duffey met een Honda XR achterwaarts met een snelheid van 100 km/h over een ruim 800 meter lange, ovalen baan. Hij heeft eenmaal de kwart mijl (ongeveer 400 meter) met en snelheid van 122 mph (196 km/h) in 11,71 seconden gereden, terwijl hij een weelie deed.
Door over 50 mensen heen te springen, vestigde Duffey tevens een Guinness Record. Een ander record is 1200 sprongen met motor te maken, met daarbij slechts 3 ongelukken.

## Privé
Duffey trouwde op 18 juli 1968 en kreeg met zijn vrouw twee kinderen.